# Nago Seck
Pour les articles homonymes, voir Seck.
Nago Seck, né à Agboville est un réalisateur et un journaliste sénégalais, Il est spécialiste de l'histoire des musiques urbaines d’Afrique et de l’Océan Indien. Il est de juin à novembre 2015, rédacteur en chef du site de l’école ATLA à Paris . En 1989, il est rapporteur de la Commission pour le "Mémorial de Gorée" au Sénégal.

## Biographie

### Une famille de griots
Né à Agboville en Côte d'Ivoire, Nago Seck est issu d'une famille de griots, il est l'oncle de Youssou N'Dour et le cousin de Toumani Diabaté et de Lamine Konté . Son arrière grand-père, Ibrahima Dionkounda "Kora" Cissokho (Cissokho = Guèye), et son grand-père et homonyme, Nago Guèye, sont de grands maîtres de la kora au Sénégal. Quant à son grand-oncle Bouna Mbass Guèye, il a formé, aux percussions, Lama Bouna Mbass Guèye (son fils) et Doudou N'diaye Rose (son neveu).

### Un promoteur des musiques urbaines africaines
Arrivé en France en 1974, Nago Seck contribue avec Mamadou Kontéet  André Gnimagnon(futur manager de Manu Dibango) à l'émergence des musiques africaines en France, et dans le monde par le lancement en 1979 du festival Africa Fête où vont défiler tous les artistes majeurs de la scène africaine. Les années suivantes, il assure la programmation de plusieurs festivals dont Coopération Coup de main à Genève, “Les Rendez-Vous d’Afrique” à Bercy Village à Paris, le festival “Bayefall” à la Maison des Cultures du Monde d’Anvers en Belgique, “La Journée Mondiale du Sida” à l’Opéra Bastille à Paris, une initiative du professeur Luc Montagnier. De 2008 à 2012, Nago Seck a géré un espace culturel africain, Saraaba, à Paris 75018 (musique, théâtre, danse, conte, cinéma, organisation d'événements pour les jeunes de la Goutte d'Or, etc).

### Journaliste et réalisateur de télévision
Nago Seck a collaboré comme journaliste - chroniqueur, à plusieurs médias dont Radio Tomate, Fréquence Libre, Black Magazine, Radio Suisse Romande - La Première, L’événement du Jeudi, Le Courrier ACP-UE (Union Européenne), RFI, Africa N° 1, Émergences Afrique, Géopolitique Africaine...  Il a été réalisateur d’Afrisson, un magazine hebdomadaire de 52 min sur La Locale TV.

### Historien de la musique
Historien des musiques urbaines d'Afrique et de l'Océan Indien , Nago Seck a été chargé de mission d’Afrique en Créations (Cultures France) et du Ministère de la Coopération en 1994 et 1995, et a collaboré avec Africalia (Belgique) et Festival Images et Paroles d'Afrique (Privas - Ardèche). Il a été également membre du comité scientifique du FESPAM, a donné des conférences à La Cité de la Musique à Paris , et à travers le monde (divers pays d'Afrique, d'Europe et aux Antilles (Guadeloupe, Martinique)). Il a publié avec Sylvie Clerfeuille plusieurs ouvrages sur les musiques africaines, et a réalisé en 1997 la première exposition itinérante et pédagogique, Les grandes figures des musiques urbaines africaines, retraçant un siècle d’histoire musicale du continent, illustrée par la compilation ."Grands courants des musiques urbaines africaines". En 2000, il a participé à la rédaction de "The Continuum Encyclopedia of Popular Music" , une initiative internationale réunissant Carleton University (Ottawa), Humboldt University (Berlin), University of Liverpool, University of Exeter et University of Westminster of London. 

### Jurys
En 1999/2000, il est président du jury de présélection des "Kora Awards" (Victoires de la musique du continent africain), puis membre du jury final aux côtés de Miriam Makeba, Il a également fait partie du Comité de sélection du concours “Xippi / MCM Africa” devant élire “Le jeune talent”, une initiative de l’artiste sénégalais Youssou Ndour, et en 2003, membre du jury “CIM / UNESCO pour le Prix de la Musique” à Aix-La-Chapelle en Allemagne.

## Sources, notes et références
1. ↑  « ATLA, école de musique Paris : musiques actuelles, MAO, production, DJ », sur Ecole ATLA - École de musique (consulté le 16 août 2020).
2. ↑  https://archive.wikiwix.com/cache/19981130000000/http://www.afrisson.com/Youssou-Ndour-4966.html.
3. ↑  le cœur du Sénégal, « Lamine Konté, virtuose de la kora – Au Sénégal, le cœur du Sénégal », sur Au Sénégal, le cœur du Sénégal, 16 août 2020 (consulté le 16 août 2020).
4. ↑  http://www.africultures.com/php/?nav=personne&no=11377
5. ↑  http://www.rencontres-gouttedor.org/IMG/pdf/HUMANITE_15_mai_2010_-_Barbe_s.pdf
6. ↑  Patrick Labesse, « Bouillon de cultures africaines à la Goutte-d'Or », Le Monde,‎ 17 décembre 2009 (lire en ligne).
7. ↑  « La mémoire des musiques africaines », sur Afrik.com, 10 septembre 2002 (consulté le 16 août 2020).
8. ↑  http://www.citedelamusique.fr/pdf/note_programme/np_10825.pdf
9. ↑  http://www.bloomsbury.com/uk/continuum-encyclopedia-of-popular-music-of-the-world-volume-6-9781441139344/
10. ↑  « KORA - All Africa Music Awards », sur KORA (consulté le 16 août 2020).